# Алёшин, Виктор Степанович
Виктор Степанович Алёшин (6 апреля 1938, Москва — 16 марта 2009, Москва) — советский гребец и тренер по академической гребле, чемпион СССР в классе двоек парных (1959). Мастер спорта СССР. Заслуженный тренер  СССР (1975).

## Биография
Родился 6 апреля 1938 года в Москве. Занимался академической греблей в ДСО «Спартак». Наиболее значимых результатов добивался на рубеже 1950-х и 1960-х годов, в 1959 году вместе со ставшим впоследствии известным спортивным комментатором Георгием Сурковым стал чемпионом СССР в классе двоек парных. 
В 1964 году получил образование в Московском автодорожном институте. В 1969 году написал книгу «Тренировка и планирование в академической гребле». В 1970 году стал старшим тренером МГС ДСО «Труд», а в 1972 году — старшим тренером ЦСК ДСО профсоюзов. В 1975 году получил звание заслуженного тренера СССР. В период с 1976 по 1992 год был старшим тренером женской сборной команды СССР. Был тренером сборной СССР на Олимпийских играх в 1976, 1980, 1988 годах.
Супруга Виктора Алёшина — Анна Алёшина, заслуженный мастер спорта и призёр Олимпийских игр. Возглавляет российский «Спартак».
Среди воспитанников тренера есть 20 заслуженных мастеров спорта, чемпионы Европы и мира, призёры Олимпийских игр. Среди его учеников — Антонина Зеликович.
Одна из его учениц — олимпийская чемпионка Елена Хлопцева, которая занималась у Виктора Алёшина парным веслом. По словам его ученицы, занятия у этого тренера отличались жёсткой дисциплиной, которой беспрекословно подчинялись спортсмены, даже если чувствовали сильную усталость.
Умер 16 марта 2009 года. Похоронен на Троекуровском кладбище.